# Diritti dell'anima
Diritti dell'anima è una commedia di Giuseppe Giacosa. Venne rappresentata per la prima volta al Teatro Nuovo di Verona il 26 febbraio 1894 dalla compagnia drammatica Zacconi-Pilotto-Sciarra.

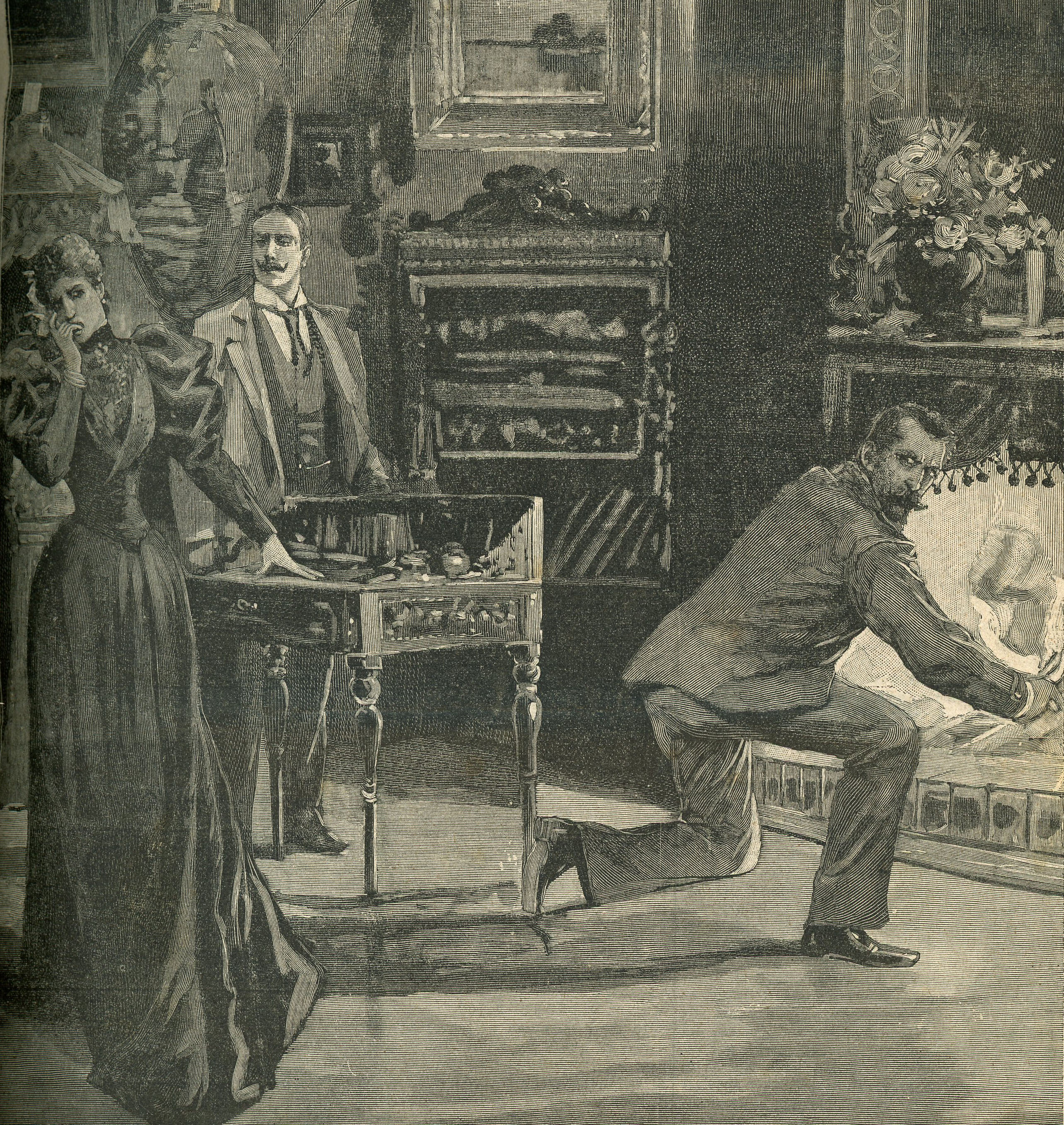
Scena della commedia: Diritti dell'anima, di Giuseppe Giacosa (xilografia)

## Trama
La scena è in una villa in Brianza, alla fine del XIX secolo.
Luciano, cugino e carissimo amico di Paolo, si è ucciso da poco tempo. Paolo non ha mai capito le ragioni del gesto, ma quando ritrova il portafogli di Luciano e legge le lettere che vi sono contenute, scopre che il cugino era innamorato di Anna, sua moglie, e si è tolto la vita poiché quest'ultima lo ha respinto.
Paolo parla di questo col fratello Mario, di cui è ospite, e dapprima il gesto di Anna, che non gli ha mai detto nulla del corteggiamento di Luciano, gli pare un esempio di amore e di fedeltà coniugale.
Poi però comincia ad affiorare qualche dubbio. Perché Mario non gli ha mai rivelato una visita di Luciano avvenuta un anno prima, di cui Paolo viene a sapere da un racconto di Maddalena, cameriera di Mario? Perché Anna vuole che Mario li accompagni nel viaggio che hanno in programma nei prossimi giorni e non vuole restino soli?
Paolo comincia a sospettare che Anna amasse Luciano e che lo abbia respinto solo per senso del dovere e non per amore dello stesso Paolo. Il nervosismo di Anna, che si è resa conto che il marito ha trovato e letto le lettere di Luciano, accresce i dubbi di Paolo, che obbliga Anna a consegnargli le lettere inviate da Luciano che la moglie ancora custodisce.
Subito dopo Paolo improvvisamente cambia atteggiamento, invece di leggere le lettere le butta in un caminetto, le brucia e chiede perdono alla moglie. Però la tensione che si è venuta a creare tra loro richiede un chiarimento, Paolo chiede insistentemente ad Anna di dirgli la verità e lei si decide: amava veramente Luciano, non ha mai amato Paolo, è rimasta atterrita dal suicidio e il comportamento di Paolo, che non capiva il suo stato d'animo, l'ha esasperata. Paolo, dice, «ha voluto spalancare la porta dell'animo di Anna e ha visto che dentro non c'è più nulla per lui».
Paolo, furioso, caccia Anna di casa. Quando vede che lei sta veramente partendo, la implora di fermarsi, ma inutilmente.